# Charles Nicolas Lacretelle
Charles Nicolas Lacretelle, né le 30 octobre 1822 à Pont-à-Mousson et mort le 14 novembre 1891 à Beaucouzé, est un général et homme politique français.

## Biographie
Entré à l'école militaire de Saint-Cyr en 1841, il sert en Algérie, puis en Crimée et en Italie. Il est général de brigade en 1865 et général de division en 1870. Il est député de Maine-et-Loire de 1888 à 1891, siégeant sur les bancs monarchistes. 
Sous-lieutenant au 1er régiment de la Légion étrangère le 1er avril 1843. Lieutenant le 21 août 1846 puis capitaine le 1er octobre 1852. Capitaine au 75e régiment d'infanterie le 16 mai 1854 puis à nouveau au 1er régiment de la Légion étrangère le 8 juin 1854. Chef de bataillon au 2e régiment de zouaves le 18 octobre 1854. Lieutenant-colonel au 19e régiment d'Infanterie le 30 juin 1855. Colonel au 31e régiment d'infanterie le 30 décembre 1857. Colonel au régiment de zouaves de la Garde impériale le 14 janvier 1860. Général de brigade le 13 août 1865. Gouverneur général de l'Algérie du 29 août 1865 au 5 octobre 1865. Général de division (2e division d'infanterie du 12e corps) le 23 août 1870. Commandant la 6e division de l'armée de Versailles devenue 3e division du 2e corps de l'armée de Versailles le 5 avril 1871. Il exerça successivement ses fonctions de commandant de division et d'inspecteur général. 
Il est blessé à Sébastopol en 1854 par un coup de feu à l'épaule gauche. En 1855, il est blessé à Sébastopol au thorax par un biscayen. 
Il prend sa retraite  le 9 octobre 1887. 

### Campagnes
- de 1843 à 1854 en Afrique
- de 1854 à 1856 en Orient (Crimée)
- de 1865 à 1867 en Afrique
- de 1870 à 1871 contre l'Allemagne
- 1871 Intérieur

### Décorations
- Chevalier de la Légion d'honneur (1853), Officier de la Légion d'honneur (1855), Commandeur de la Légion d'honneur (1861) et Grand officier de la Légion d'honneur (1874).
- Ordre du Medjidié - 4e (1856).
- Médaille de SM la Reine d'Angleterre, Campagne de Crimée.
- Médaille de SM le Roi de Sardaigne.
- Décoré de 2e classe de l'ordre du Lion et du Soleil de Perse (1874).
- Grand cordon du Nicham Iftikar 1883

## Sources
- « Charles Nicolas Lacretelle », dans le Dictionnaire des parlementaires français (1889-1940), sous la direction de Jean Jolly, PUF, 1960 [détail de l’édition]
- « Charles Nicolas Lacretelle », dans Adolphe Robert et Gaston Cougny, Dictionnaire des parlementaires français, Edgar Bourloton, 1889-1891 [détail de l’édition]